# نظریه وحدت عقل ابن رشد
وحدت عقل (که مونوسایکیسم هم خوانده شده) نظریه‌ای فلسفی است که توسط فیلسوف مسلمان اندلسی، ابن رشد (۱۱۹۸–۱۱۲۶ میلادی)، مطرح شد.
ابن رشد نظریه خود را در شرح مفصلی که بر رسالهٔ دربارهٔ نفس نوشته، شرح داده‌است. این نظریه توضیح می‌دهد که چگونه دانش مطلق در نظریهٔ ذهن ارسطو ممکن است. نظریهٔ وحدت فکر تحت تأثیر اندیشه‌های مرتبطی بود که از ارسطو، فلوطین، فارابی، ابن سینا و ابن باجه وام گرفته شده بود.
پس از ترجمهٔ آثار ابن رشد به لاتین، طی قرون بعدی، ابن‌رشدگرایان (مانند سیگر اهل برابانت, جان اهل جندون و جان باکونثروپ) در اروپای غربی که ایدهٔ وحدت عقل را از ابن رشد گرفته بودند، آن را بسط دادند.
این نظریه همچنین فلسفهٔ سیاسی سکولاریستی دانته آلیگیری را در قرن چهاردهم تحت تأثیر قرار داد. از مخالفان وحدت عقل نیز می‌توان به توماس آکویناس اشاره کرد که رسالهٔ مفصلی در رد آن نوشت و همچنین کلیسای کاتولیک که آن را محکوم کرد.

## پیش‌زمینه
اندیشهٔ یک عقل واحد، مطلق، و توأم با دانش همهٔ انسان‌ها، توسط فیلسوف‌های قبل از ابن رشد مطرح شده بود.

## واکنش‌ها

### پذیرش

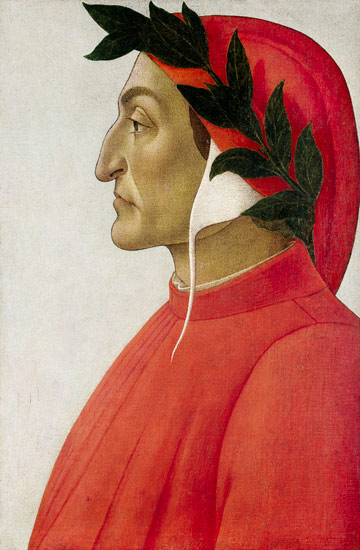
وحدت فکر یکی از منابع الهام دانته آلیگیری (در تصویر) در رسالهٔ فلسفهٔ سیاسی او (د مونارشیا) بود. دانته دربارهٔ ابن رشد گفته بود: «اوریوس شارح بزرگی بود».

درحالی‌که تأثیر آثار ابن رشد در جهان اسلام بسیار اندک بود، ترجمه‌های لاتین آثار او مخاطبان بسیاری در اروپا داشت.

## ارزیابی در عصر مدرن
یک مورخ فلسفه قرن بیست و یکمی به نام پیتر آدامسون می‌گوید که به نظر می‌رسد «پرواضح» است که این نظریه از دیدگاه مدرن «غلط» است. او همچنین اشاره می‌کند که این نظریه زادهٔ دورهٔ ابن رشد و برداشتی قابل‌قبول از اندیشه‌های ارسطو بوده‌است.